# The Foreclosure
The Foreclosure è un cortometraggio muto del 1912 diretto da Allan Dwan. Prodotto dall'American Film Manufacturing Company (con il nome Flying A), fu distribuito dalla Film Supply Company e uscì in sala il 19 settembre 1912.

## Trama
Mexican Joe ha nelle sue mani il destino del vecchio John Watkin: ricattandolo con un'ipoteca, lo vuole costringere a fargli sposare la figlia Jessie, Ma lo stress porta alla morte il vecchio, che viene colpito da un infarto. I cowboy del ranch, con alla testa James Wilcox, il caposquadra, vorrebbero vendicarlo ma Jessie preferisce allontanarsi dalla fattoria. Sarà James a risolvere la situazione, conquistando anche il cuore della ragazza.

## Produzione
Il film fu prodotto dalla Flying A (American Film Manufacturing Company).

## Distribuzione
Distribuito dalla Film Supply Company, il film - un cortometraggio in una bobina - uscì nelle sale cinematografiche USA il 19 settembre 1912.